# Народная партия – Дан Дьяконеску
Народная партия – Дан Дьяконеску (рум. Partidul Poporului – Dan Diaconescu), сокращнно ПП-ДД (рум. PP-DD) — румынская левонационалистическая политическая партия, образованная в 2010 году телеведущим Даном Дьяконеску.

## История
Народная партия была основана в 2010 году румынским телеведущим Даном Дьяконеску. В январе 2012 года состоялся первый съезд членов партии. Она приняла участие в парламентских выборах 2012 года, набрав 14,63% голосов на выборах в Сенат (21 сенаторский мандат) и 13,98% на выборах в Палату депутатов (47 депутатских мандатов). 31 представитель партии одержал победу на выборах городских примаров, 3126 человек вошли в городские советы, 134 человека вошли в советы жудецов. По общим итогам выборов партия заняла 3-е место.

## Идеология
Народная партия сочетает националистическую и социал-демократическую идеологию: представители партии выступают за повышение пенсий и зарплат, за снижение НДС и за коллективизацию сельского хозяйства. Народная партия пользуется большой популярностью у группы государственных компаний «Народный трибунал».